# Войнаровская, Елена Павловна
Еле́на Па́вловна Войнаро́вская (31 октября 1970, Николаев) — украинская певица, музыкант, автор песен и стихов. Стала известна в первую очередь как одна из двух вокалисток-авторов песен группы Flëur. Начиная с 2017 года полностью сосредоточилась на сольной карьере. Живёт в Одессе.

## Музыкальное творчество и факты из биографии
Родилась в Николаеве, где жила до 8 класса. Потом переехала в Одессу. Начала заниматься музыкой ещё в начальной школе: её отдали в музыкальную школу по классу фортепиано, но она забросила обучение и стала играть то, что нравится, на слух подбирая мелодии. Играть на гитаре начала после окончания школы, а собственные стихи и музыку пишет с 14 лет. После окончания школы поступила на планово-экономический факультет Одесской национальной академии пищевых технологий.
В 90-x годах участвовала в женской группе Cats как вокалистка и гитаристка. Группа выпустила несколько демозаписей на русском и английском языках, а в 1994 году распалась в связи со смертью одной из участниц. Во второй половине 90-х Елена писала тексты песен для некоторых одесских групп, участники которых были её знакомыми.
В феврале 2000 года вместе с Ольгой Пулатовой основала группу Flëur, в которой участвовала на всём протяжении её существования как автор и исполнитель песен, композитор и аранжировщик.
7 апреля 2006 года в одесском клубе «Выход» состоялось первое выступление англоязычного проекта Елены Amurekimuri. В качестве лирики группа использовала образчики английской поэтической классики эпохи романтизма: (Блейк, Шелли, Китс), а также англоязычную лирику авторства самой Елены. Группа исполнила кавер на песню «Decades» Joy Division на концерте, посвящённом тридцатилетию со дня смерти Иэна Кёртиса. 19 августа 2010 года состоялась презентация дебютного альбома «Amurekimuri» на «Просто Ради. О», а 29 августа — презентация на концерте в одесском клубе «Шуzz».
24 ноября 2012 года на радио Cardiowave состоялась презентация двойного альбома сайд-проекта Flёur МРФ «Вальсирующие во тьме». Этот релиз стал первым и последним в дискографии группы — с 2014 года проект МРФ закрыт.
В августе 2015 года записан кавер на песню «Город в солнце» группы «Оберманекен», впоследствии вошедший в альбом «Присутствие».
30 августа 2015 года увидела свет аудиокнига лирики и стихотворений в прозе «Тонкие травинки», музыкальное сопровождение к которой было записано в сотрудничестве с коллегами Елены по её сольным проектам МРФ и Amurekimuri — Павлом Голубовским и Алексеем Довгалевым. В сентябре 2015 года презентован новый проект ВЕГА — дуэт Елены Войнаровской с известным украинским шоуменом Алексеем Гладушевским, который годом ранее выпустил мини-альбом, содержавший «мужские» каверы на песни Flёur (в основном, Войнаровской) и песню «Мы — настоящие», специально написанную для него Еленой.
В сентябре 2015 года вместе с другими музыкантами Flёur Елена Войнаровская отправилась в тур, в рамках которого представила новую программу, посвященную релизу «Тонкие травинки» и включившую в себя как декламационные номера из альбома, так и песни из репертуара Flёur и МРФ.
В начале 2016 года был записан второй сольный альбом Елены «Присутствие» (в записи которого также принимали участие музыканты из состава Flёur); цифровой релиз состоялся 3 сентября.
Весной 2014 года певица записывает в своей домашней студии песни «Большая ложь» и «Уходили парни на войну» (обе впоследствии вошли в альбом «Присутствие»), посвящённые трагическим событиям украинского кризиса. В августе 2013 года Елене был поставлен онкологический диагноз. Она посвятила своему лечащему врачу одну из музыкальных композиций — «Шум листвы» — впоследствии вошедшую в аудиокнигу «Тонкие травинки». Певица редко исполняет не свои песни. Помимо вышеупомянутых трибьютов своим любимым англоязычным исполнителям, Еленою были записаны такие каверы, как «Город в солнце» группы Оберманекен (совместное исполнение с лидером этой группы состоялось на одном из концертов Войнаровской в Москве, в 2019 г.) и «Капитан» группы «Легендарные Пластилиновые Ноги», также она участвовала в записи песни «Оберег» группы «Магелланово Облако».

В феврале 2017 в интервью по вопросам слушателей Елена объяснила причины записи сольного альбома: 
Весной 2016 года совместным с Олей решением мы договорились о том, что вместо очередного ожидаемого всеми альбома Flёur мы запишем 2 сольных альбома. Отчасти это решение было продиктовано тем, что новые Олины песни, по ее мнению, не подходили по формату группе Flёur. Все, что происходило в дальнейшем и происходит до сих пор — является следствием этого решения.
2 марта 2017 года Flёur объявили о распаде. Три последних концерта состоялись в мае 2017 года, а затем Войнаровская и Пулатова сконцентрировались на сольной деятельности. В своём блоге Елена отметила, что не исключает, что в будущем совместное творчество с Ольгой Пулатовой может возобновиться.
24 декабря 2017 года был выпущен сингл «Ночь тиха», приуроченный к Рождеству и содержащий две русскоязычные «рождественские» песни авторства Елены Войнаровской, а также оригинальную версию гимна «Тихая ночь» с куплетами на английском, французском и японском языках, плюс собственную интерпретацию украинской народной песни «Щедрик». В поддержку EP «Ночь тиха» в январе 2018 года дано несколько концертов в Москве, Петербурге, Киеве и Одессе.

8 сентября 2018 года состоялся релиз третьего сольного альбома Елены «Метеозависимость». В записи нового альбома принимали участие друзья и коллеги Елены по различным музыкальным проектам из разных стран мира. 31 октября 2018 года — в день рождения Елены прошёл большой концерт-презентация альбома «Метеозависимость» в московском клубе «ГЛАВCLUB». О новом сольном альбоме Елена сказала следующее:
«Для меня этот альбом — очень „юный“, стремительный, местами безбашенный, с перепадами настроений и стилей. А ещё он очень весенний, несмотря на то что весенней тематики здесь не так уж и много. Но в этих песнях присутствует энергия ростка, пробивающегося сквозь каменистую почву, в них пульсирует юная кровь весны, утверждающая Жизнь во всем ее многообразии».
В марте 2019 года, после ряда концертов в поддержку «Метеозависимости» и в преддверии новой программы, Елена Войнаровская и группа «Резина» презентовали композицию «Ближе».
14 апреля 2019 года на цифровых площадках состоялся релиз live-альбома — «Live in Volta». Это запись сольного концерта Елены в московском клубе Volta в 2016 году.
В следующем месяце Елена с ансамблем отправляется в значимый тур в поддержку свежего сингла «Твоя правда» и альбома «Метеозависимость». Осенью того же года — новый тур по городам России, Украины и Белоруссии, с акустической программой. К весне 2020 года был приурочен значительный тур Войнаровской и её группы по городам России, причем в Москве планировался концерт с акустическим оркестром. Однако в связи с глобальным распространением коронавируса все эти мероприятия откладывались по меньшей мере до ослабления противоэпидемических мероприятий, а затем, в 2022 году, с началом вторжения России на Украину, певица заняла непримиримую позицию и не планирует возобновлять выступления в России.
В период вынужденной паузы в концертной деятельности Елена выпустила сингл «Танго-карантин», а также провела серию онлайн-концертов на своём канале на YouTube, в том числе полным составом. Помимо онлайн-выступлений, Елена создала страницу на платформе Patreon, где делится с подписчиками эксклюзивными материалами. Так, летом 2020 представлены демо-версии ряда новейших песен и анонсирован будущий сольный альбом[значимость факта?].
5 сентября 2021 третий сольный альбом, получивший название «Паломники», официально вышел на всех цифровых площадках.

## Концертный коллектив
- Елена Войнаровская — гитары, фортепиано, вокал, голос, стихи, автор
- Юрий Кононов — ударные
- Максим Коротнян — бас-гитара
- Алексей Нагорных — гитара
- Дарья Богословская — виолончель
- Алла Лужецкая — флейта

## Дискография
Альбомы:
- 2015 — Тонкие травинки
- 2016 — Присутствие
- 2018 — Метеозависимость
- 2021 — Паломники

Синглы:
- 2017 — Ночь тиха
- 2019 — Твоя правда
- 2020 — Танго-карантин
- 2021 — Вавилонская башня

Концертные альбомы:
- 2019 — Live in Volta (концерт 2016 года в клубе Volta)

## Литературное творчество
Авторству Елены Войнаровской принадлежит сборник стихов «Тонкие травинки» (стихотворения датируются 1988—2000 гг.; официально издан в 2015 г.), а также рассказы «В ожидании ангела» (1996—1999 гг.; вошёл в печатный сборник 2015 г.) и «Новая эра в истории леткитабов» (1998 г.).
В 2015 году была издана книга «Тонкие травинки», избранные стихотворения и рассказы из «Тонких травинок» составили одноимённый аудио-диск.
В 2021 году сборник «Тонкие травинки» был переиздан с новым оформлением.